# Aepytus omagua
Aepytus omagua är en fjärilsart som beskrevs av Pfitzner 1937. Aepytus omagua ingår i släktet Aepytus och familjen rotfjärilar. Inga underarter finns listade i Catalogue of Life.